# Воля-Ліпенецька-Дужа
Воля-Ліпенецька-Дужа (пол. Wola Lipieniecka Duża) — село в Польщі, у гміні Ястшомб Шидловецького повіту Мазовецького воєводства.
Населення — 368 осіб (2011).
У 1975-1998 роках село належало до Радомського воєводства.

## Демографія
Демографічна структура станом на 31 березня 2011 року:
|          | Загалом | Допрацездатний вік | Працездатний вік | Постпрацездатний вік |
| -------- | ------- | ------------------ | ---------------- | -------------------- |
| Чоловіки | 175     | 46                 | 112              | 17                   |
| Жінки    | 193     | 45                 | 107              | 41                   |
| Разом    | 368     | 91                 | 219              | 58                   |